# Araneus poltyoides
Araneus poltyoides är en spindelart som beskrevs av Pater Chrysanthus 1971. Araneus poltyoides ingår i släktet Araneus och familjen hjulspindlar. Inga underarter finns listade i Catalogue of Life.